# Deens voetbalelftal in 1995
Het Deens voetbalelftal speelde elf officiële interlands in het jaar 1995, waaronder zeven duels in de kwalificatiereeks voor het EK voetbal 1996 in Engeland. De selectie, bijgenaamd The Danish Dynamite na de Europese titel van 1992, stond onder leiding van bondscoach Richard Møller Nielsen, die in het voorjaar van 1990 de Duitser Sepp Piontek was opgevolgd. Hij wist de ploeg naar de eindronde te loodsen en won aan het begin van het jaar met de Denen het toernooi om de FIFA Confederations Cup in Saoedi-Arabië. Denemarken bleef ongeslagen in 1995.

## Balans
| Wedstrijden | Wedstrijden | Wedstrijden | Wedstrijden | Doelpunten | Doelpunten | Doelpunten | Punten |
| Gespeeld    | Winst       | Gelijk      | Verlies     | Voor       | Tegen      | Saldo      | Punten |
| ----------- | ----------- | ----------- | ----------- | ---------- | ---------- | ---------- | ------ |
| 11          | 8           | 3           | 0           | 21         | 5          | +16        | 1.727  |

## Interlands
|                                                            |               |                                        |            |                                                                                  |
| 8 januari FIFA Confederations Cup № 588 «onderlinge duels» | Saoedi-Arabië | 0 – 2                                  | Denemarken | King Fahd Stadium, Riyad Toeschouwers: 5.000 Scheidsrechter: Lim Kee Chong (MRT) |
| 8 januari FIFA Confederations Cup № 588 «onderlinge duels» |               | 43' Brian Laudrup 90' Morten Wieghorst |            | King Fahd Stadium, Riyad Toeschouwers: 5.000 Scheidsrechter: Lim Kee Chong (MRT) |

|                                                             |                     |       |                         |                                                                                         |
| 10 januari FIFA Confederations Cup № 589 «onderlinge duels» | Denemarken          | 1 – 1 | Mexico                  | King Fahd Stadium, Riyad Toeschouwers: 17.000 Scheidsrechter: Salvador Imperatore (CHI) |
| 10 januari FIFA Confederations Cup № 589 «onderlinge duels» | Peter Rasmussen 88' |       | 70' Luis Garcia Postigo | King Fahd Stadium, Riyad Toeschouwers: 17.000 Scheidsrechter: Salvador Imperatore (CHI) |

|                                                             |            |                                               |            |                                                                                 |
| 13 januari FIFA Confederations Cup № 590 «onderlinge duels» | Argentinië | 0 – 2                                         | Denemarken | King Fahd Stadium, Riyad Toeschouwers: 35.000 Scheidsrechter: Ali Bujsaim (UAE) |
| 13 januari FIFA Confederations Cup № 590 «onderlinge duels» |            | 8' (pen.) Michael Laudrup 73' Peter Rasmussen |            | King Fahd Stadium, Riyad Toeschouwers: 35.000 Scheidsrechter: Ali Bujsaim (UAE) |

|                                                   |                         |       |                       |                                                                                             |
| 29 maart EK-kwalificatie № 591 «onderlinge duels» | Cyprus                  | 1 – 1 | Denemarken            | Tsirion Athletic Center, Limassol Toeschouwers: 12.000 Scheidsrechter: Brendan Shorte (IRL) |
| 29 maart EK-kwalificatie № 591 «onderlinge duels» | Marios Agathokleous 45' |       | 3' Michael Schjønberg | Tsirion Athletic Center, Limassol Toeschouwers: 12.000 Scheidsrechter: Brendan Shorte (IRL) |

|                                                   |                   |       |           |                                                                            |
| 26 april EK-kwalificatie № 592 «onderlinge duels» | Denemarken        | 1 – 0 | Macedonië | Parken, Kopenhagen Toeschouwers: 38.888 Scheidsrechter: Karol Ihring (SVK) |
| 26 april EK-kwalificatie № 592 «onderlinge duels» | Peter Nielsen 70' |       |           | Parken, Kopenhagen Toeschouwers: 38.888 Scheidsrechter: Karol Ihring (SVK) |

|                                                   |         |                 |            |                                                                                    |
| 31 mei Vriendschappelijk № 593 «onderlinge duels» | Finland | 0 – 1           | Denemarken | Olympisch Stadion, Helsinki Toeschouwers: 7.112 Scheidsrechter: René Temmink (NED) |
| 31 mei Vriendschappelijk № 593 «onderlinge duels» |         | 74' Mikkel Beck |            | Olympisch Stadion, Helsinki Toeschouwers: 7.112 Scheidsrechter: René Temmink (NED) |

|                                                 |                                                                       |       |        |                                                                             |
| 7 juni EK-kwalificatie № 594 «onderlinge duels» | Denemarken                                                            | 4 – 0 | Cyprus | Parken, Kopenhagen Toeschouwers: 40.282 Scheidsrechter: Werner Müller (SUI) |
| 7 juni EK-kwalificatie № 594 «onderlinge duels» | Kim Vilfort 45' Kim Vilfort 50' Brian Laudrup 58' Michael Laudrup 75' |       |        | Parken, Kopenhagen Toeschouwers: 40.282 Scheidsrechter: Werner Müller (SUI) |

|                                                      |         |                                       |            |                                                                                    |
| 16 augustus EK-kwalificatie № 595 «onderlinge duels» | Armenië | 0 – 2                                 | Denemarken | Hrazdan Stadion, Jerevan Toeschouwers: 22.000 Scheidsrechter: Georg Dardenne (GER) |
| 16 augustus EK-kwalificatie № 595 «onderlinge duels» |         | 34' Michael Laudrup 47' Allan Nielsen |            | Hrazdan Stadion, Jerevan Toeschouwers: 22.000 Scheidsrechter: Georg Dardenne (GER) |

|                                                      |                  |       |                                                     |                                                                                         |
| 6 september EK-kwalificatie № 596 «onderlinge duels» | België           | 1 – 3 | Denemarken                                          | Koning Boudewijn Stadion, Brussel Toeschouwers: 39.627 Scheidsrechter: Vadim Zhuk (BLR) |
| 6 september EK-kwalificatie № 596 «onderlinge duels» | Georges Grün 25' |       | 20' Michael Laudrup 22' Mikkel Beck 65' Kim Vilfort | Koning Boudewijn Stadion, Brussel Toeschouwers: 39.627 Scheidsrechter: Vadim Zhuk (BLR) |

|                                                     |                 |       |                            |                                                                             |
| 11 oktober EK-kwalificatie № 597 «onderlinge duels» | Denemarken      | 1 – 1 | Spanje                     | Parken, Kopenhagen Toeschouwers: 40.262 Scheidsrechter: Václav Krondl (CZE) |
| 11 oktober EK-kwalificatie № 597 «onderlinge duels» | Kim Vilfort 46' |       | 17' (pen.) Fernando Hierro | Parken, Kopenhagen Toeschouwers: 40.262 Scheidsrechter: Václav Krondl (CZE) |

|                                                      |                                                            |       |                      |                                                                                |
| 15 november EK-kwalificatie № 598 «onderlinge duels» | Denemarken                                                 | 3 – 1 | Armenië              | Parken, Kopenhagen Toeschouwers: 40.208 Scheidsrechter: Gilles Veissière (FRA) |
| 15 november EK-kwalificatie № 598 «onderlinge duels» | Michael Schjønberg 20' Mikkel Beck 35' Michael Laudrup 59' |       | 46' Arthur Petrosyan | Parken, Kopenhagen Toeschouwers: 40.208 Scheidsrechter: Gilles Veissière (FRA) |

## FIFA-wereldranglijst
| JAN | FEB | MAR | APR | MEI | JUN | JUL | AUG | SEP | OKT | NOV | DEC |
| --- | --- | --- | --- | --- | --- | --- | --- | --- | --- | --- | --- |
|     | 15  |     | 15  | 14  | 12  | 7   | 7   | 13  | 8   | 8   | 9   |

## Statistieken
| Peter Schmeichel    | 1963-11-18 | Manchester United   | 8  | 0 | 0 | 81 | 0 |
| Lars Høgh           | 1959-01-14 | Odense BK           | 2  | 0 | 0 | 8  | 0 |
| Mogens Krogh        | 1963-10-31 | Brøndby IF          | 1  | 1 | 0 |    |   |
| Verdediging         |            |                     |    |   |   |    |   |
| Jes Høgh            | 1966-05-07 | Fenerbahçe SK       | 11 | 0 | 0 |    |   |
| Marc Rieper         | 1968-06-05 | West Ham United     | 11 | 0 | 0 |    |   |
| Jacob Laursen       | 1971-10-06 | Silkeborg IF        | 9  | 1 | 0 | 10 | 0 |
| Michael Schjønberg  | 1967-01-19 | Odense BK           | 7  | 3 | 2 |    |   |
| Jens Risager        | 1971-04-09 | Brøndby IF          | 6  | 1 | 0 | 9  | 0 |
| Jakob Friis-Hansen  | 1967-03-06 | Girondins Bordeaux  | 3  | 0 | 0 | 16 | 0 |
| Claus Thomsen       | 1970-05-31 | Ipswich Town        | 3  | 0 | 0 | 3  | 0 |
| Thomas Helveg       | 1971-06-24 | Udinese             | 1  | 2 | 0 |    |   |
| Torben Piechnik     | 1963-05-21 | Aarhus GF           | 1  | 0 | 0 | 13 | 0 |
| Middenveld          |            |                     |    |   |   |    |   |
| Brian Steen Nielsen | 1968-12-28 | Odense BK           | 11 | 0 | 0 |    |   |
| Michael Laudrup     | 1964-06-15 | Real Madrid         | 9  | 0 | 5 |    |   |
| Kim Vilfort         | 1962-11-15 | Brøndby IF          | 5  | 0 | 4 |    |   |
| John Jensen         | 1965-05-03 | Brøndby IF          | 3  | 0 | 0 |    |   |
| Jesper Kristensen   | 1971-10-09 | Brøndby IF          | 3  | 0 | 0 |    |   |
| Peter Nielsen       | 1968-03-03 | Borussia M’gladbach | 2  | 0 | 1 |    |   |
| Morten Wieghorst    | 1971-02-25 | Celtic              | 1  | 3 | 1 |    |   |
| Carsten Hemmingsen  | 1970-12-18 | Odense BK           | 1  | 0 | 0 | 1  | 0 |
| Allan Nielsen       | 1971-03-13 | Brøndby IF          | 0  | 1 | 1 |    |   |
| Bo Hansen           | 1972-06-16 | Brøndby IF          | 0  | 1 | 0 |    |   |
| Aanval              |            |                     |    |   |   |    |   |
| Peter Rasmussen     | 1967-05-16 | Aalborg BK          | 8  | 3 | 2 |    |   |
| Brian Laudrup       | 1969-02-22 | Glasgow Rangers     | 8  | 0 | 2 |    |   |
| Mikkel Beck         | 1973-05-12 | Fortuna Köln        | 5  | 1 | 3 |    |   |
| Erik Bo Andersen    | 1970-11-14 | Glasgow Rangers     | 1  | 3 | 0 | 4  | 0 |
| Mark Strudal        | 1968-04-29 | Næstved IF          | 1  | 0 | 0 |    |   |